# Domo de papel

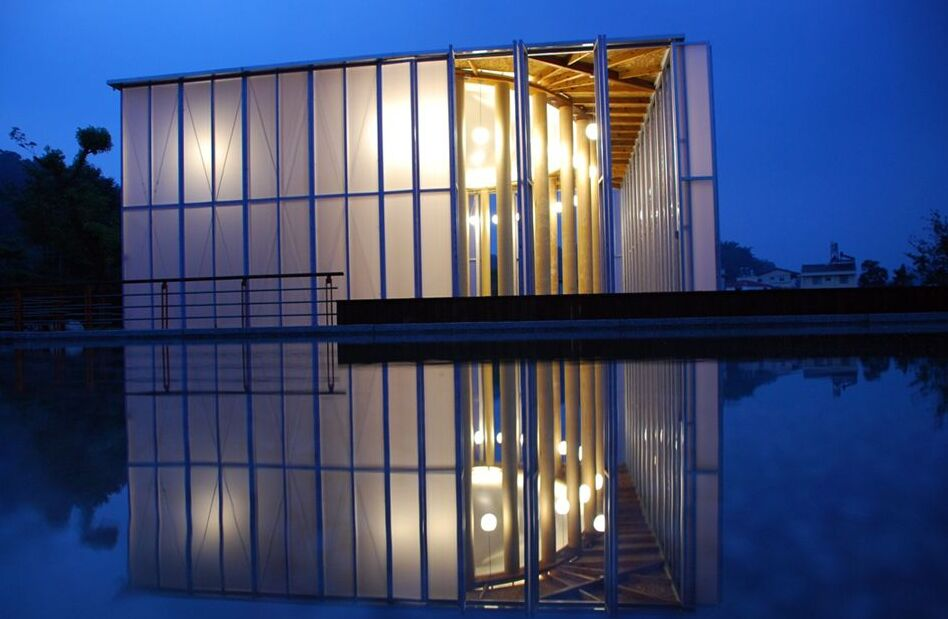
El Domo de papel, tras su instalación de Taiwán.

El Domo de papel es una capilla diseñada por el arquitecto japonés Shigeru Ban para dotar de un templo a varios damnificados del Gran terremoto de Hanshin-Awaji de 1995. Inicialmente fue construida en Japón por voluntarios en sólo 5 semanas, sin maquinaria pesada y a bajo costo. Más tarde encontró su hogar permanente en Puli, Condado de Nantou (Taiwán), el epicentro del terremoto de Chichi de 1999.

## Características
La base es de 10×15 metros. El centro está formado por un óvalo elaborado con 58 tubos de papel de 5 m de largo y 33 cm de diámetro cada uno, con capacidad para 80 sillas. A diferencia de La casa de papel, en la iglesia los tubos están separados entre sí. Como beneficio adicional los materiales empleados eran totalmente reciclables. Sin embargo, la comunidad ha decidido conservar la iglesia como un símbolo.